# Picture This (chanson)
Singles de Blondie
(I'm Always Touched by Your) Presence, Dear
(1978) I'm Gonna Love You Too
(1978)
Picture This est la 3e de piste de l'album de Blondie, Parallel Lines paru en 1978, cette chanson marque la première collaboration avec le producteur Mike Chapman, et est également le quatrième extrait sous le label Chrysalis Records. Picture This a été choisi comme premier single pour Parallel Lines au Royaume-Uni.

## Historique
Picture This a été écrite par les principaux auteurs-compositeurs du groupe : Chris Stein, Debbie Harry et Jimmy Destri. C'est la seule fois où Harry et Stein collaborent avec Destri, qui a écrit plusieurs hits du groupe, notamment Atomic et leur single marquant leur retour en 1999, Maria. 
La face B du single, Fade Away and Radiate, qui met en vedette Robert Fripp à la guitare, fait partie des chansons les plus connues de Blondie et apparaît sur les compilations Atomic - The Very Best of Blondie (1998), Greatest Hits: Sight + Sound (2005) et Greatest Hits: Sound & Vision (2006). 
Picture This - The Many Faces of Blondie est un livre du célèbre photographe Mick Rock publié en 2004, avec une préface écrite par Deborah Harry, et l'image du single Picture This, avec Harry léchant un disque, est l'une des images les plus célèbres associées au groupe.